# Лінкор в нафталіні
«Лінкор в нафталіні» (англ. The Mothballed Spaceship) — оповідання американського письменника-фантаста Гаррі Гаррісона, написаний у 1973 році; продовження циклу «Світ смерті» про пригоди Язона дін Альта.

## Сюжет
Після успішної операції на Щасті піррани мають велику популярність у всьому населеному Всесвіті. А в цей час Землі загрожує навала Орди — збіговиська космічних піратів і головорізів. Тому земний уряд вирішує найняти Язона з командою пирян, щоб вони терміново розконсервували старий бойовий лінкор «Невразливий» — трикілометровий військовий космічний корабель, з найпотужнішими двигунами з усіх, що коли-небудь існували, з найпотужнішим озброєнням, досконалим захистом, спареними батареями і бойовими комп'ютерами. Лінкор був поставлений на консервацію після закінчення четвертої галактичної війни, але коди розконсервації були загублені, через що він нікому не дозволяє наблизитись до себе. Язон погоджується взятися за справу за «чисто символічну» суму — 1 мільярд кредитів.
Язон і Керк Пірр хочуть потрапити на корабель і розконсервувати його, намагаючись відволікти систему захисту астероїдами, а самим проникнути тим часом на борт. Але комп'ютер оголошує, що запустить самознищення, але не дасть захопити корабель. В останній момент Мета вводить правильний код із першої спроби, бо у військових була слабко розвинена уява. Кодом виявилася комбінація з п'яти двозначних чисел, які відповідають порядковим номерам букв у слові «haltu», що на есперанто означає «стій».